# Полочный стеллаж

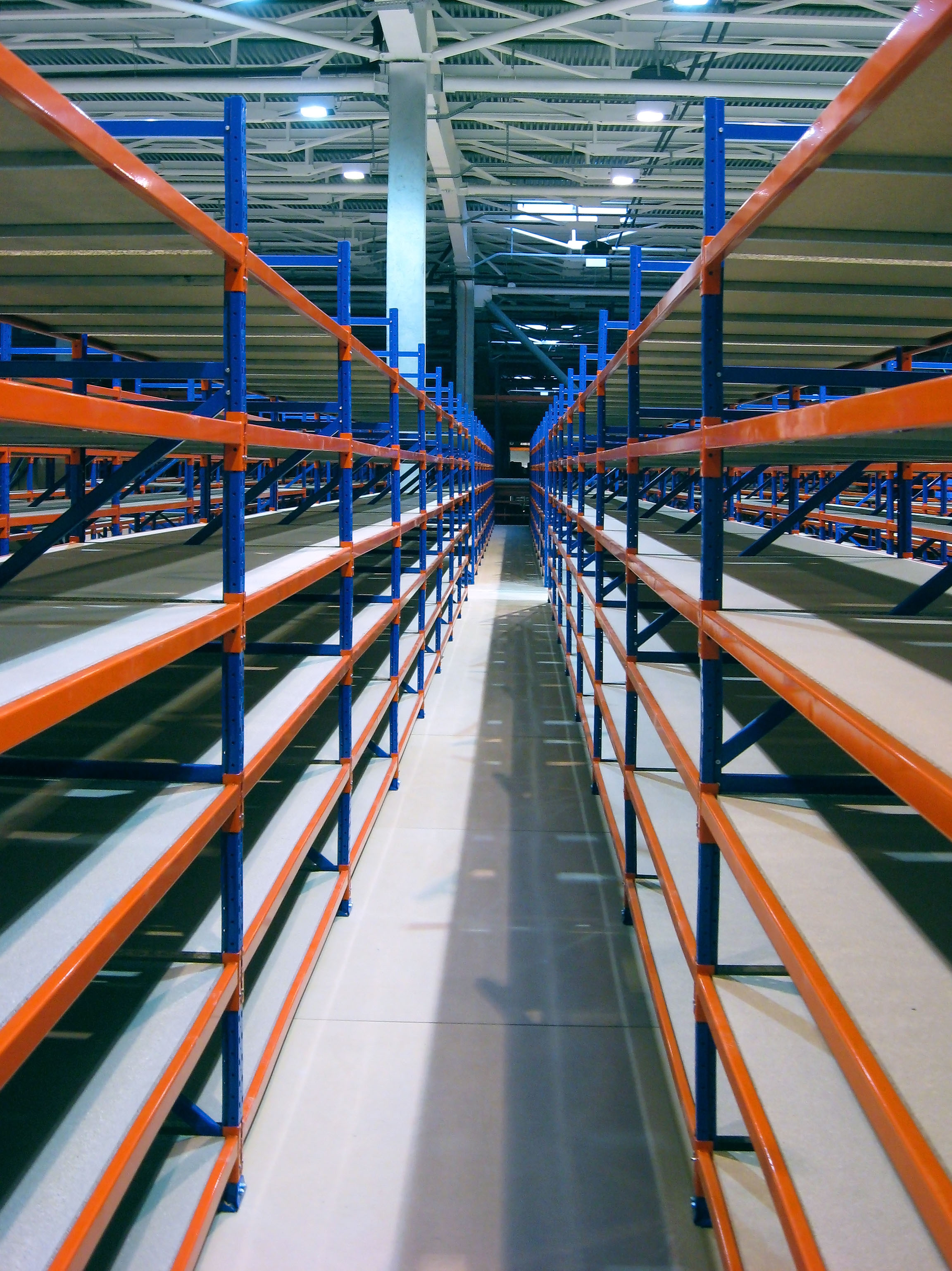

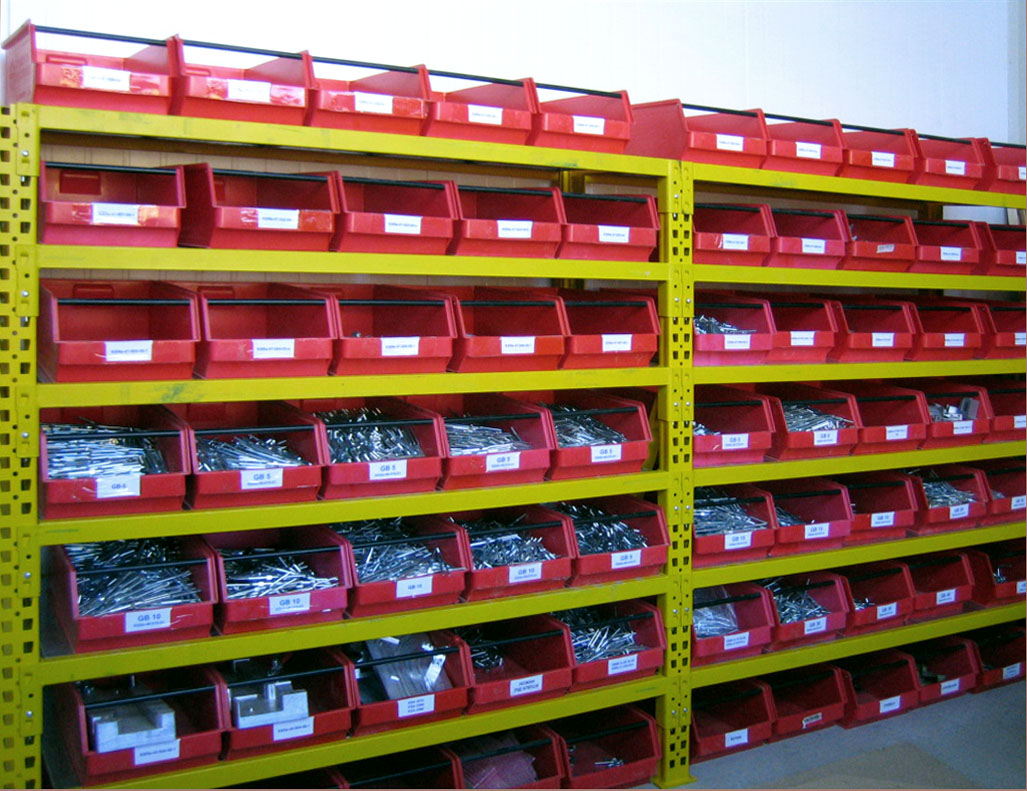
Полочный стеллаж

Полочный стеллаж — это популярная металлическая конструкция, которая используется для хранения различных грузов на полках.
Используют полочные стеллажи практически везде: малые и большие склады, магазины, супермаркеты, гипермаркеты, архивы, библиотека, СТО, базы оптовой и розничной торговли.
Стеллажи полочного типа бывают разного размера и предназначены для хранения продукции разных габаритов и веса. Обслуживаются такие стеллажи вручную, при этом обеспечивается легкий доступ к любому товару и в любое время. Грузы хранятся на полках в ящиках, коробках или насыпью.
Конструкция металлических полочных стеллажей простая. Они собираются из рам, траверс, перемычек, металлических полок. Все элементы стеллажа соединены между собой анкерными болтами. Материалом для полок служит ДСП, оцинкованная сталь, сталь с полимерным покрытием или сетка.
Полочные стеллажи широко используются на складах, однако наибольшую популярность они приобрели в торговле. В крупных супермаркетах, например, используют комбинированные стеллажи с возможностью полочного и поддонного хранения. На верхних ярусах товар хранится на поддонах, в то время как нижние ярусы оформлены в виде полок, где выставлены товары для покупателей.